# Karl Skerlan
Karl Skerlan (3 gennaio 1940 – 7 febbraio 2017) è stato un calciatore austriaco, di ruolo attaccante.